# District de Huangdao
Le district de Huangdao (黄岛区 ; pinyin : Huángdǎo Qū) est une subdivision administrative de la province du Shandong en Chine. Il est placé sous la juridiction de la ville sous-provinciale de Qingdao.